# Гьотингенски университет
Гьотингенският университет „Георг-Август“ (на немски: Georg-August-Universität) е един от най-големите и най-старите университети в Долна Саксония. Намира се в град Гьотинген, Германия.
Университетът е основан през 1734 година от крал Джордж ІІ, курфюрст на Хановер и крал на Великобритания, и е открит през 1737. Развивайки се бързо, достига 1000 студенти и ставал едно от най-големите висши училища в Европа по онова време.

## Факултети
- Аграрен факултет
- Биологически факултет
- Геолого-географски факултет
- Факултет по горско стопанство и горска екология
- Математически факултет
- Медицински факултет
- Факултет по обществени науки
- Теологически факултет
- Физически факултет
- Философски факултет
- Химически факултет
- Икономически факултет
- Юридически факултет